# Rukwiel nadmorska
Rukwiel nadmorska, dziobak nadmorski (Cakile maritima) – gatunek rośliny jednorocznej z rodziny kapustowatych (Brassicaceae). Występuje na europejskich (w tym także polskich) i północnoafrykańskich wybrzeżach, przy czym rośliny z różnych obszarów różnią się do tego stopnia, że wyróżnia się w obrębie tego taksonu cztery podgatunki. Rukwiel odgrywa istotną rolę w formowaniu wydm. Regionalnie lub w okresach głodu rośliny z tego gatunku wykorzystywane były jako jadalne.

## Rozmieszczenie geograficzne
W skali lokalnej rozmieszczenie tego gatunku jest zmienne, bowiem stanowiska są efemeryczne i w każdym roku pojawiają się w różnych miejscach. Względnie stale gatunek jest obecny na przedpolu dużych kompleksów wydm nadmorskich. Gatunek występuje wzdłuż wybrzeży europejskich od dalekiej północy (równoleżnik 69 szerokości północnej na wybrzeżu Norwegii) po wybrzeża śródziemnomorskie i Morza Czarnego. Rośnie także wzdłuż wschodnich (azjatyckich) i południowych (afrykańskich) brzegów Morza Śródziemnego oraz na Maderze i Wyspach Kanaryjskich.
W Polsce rukwiel nadmorska (subsp. baltica) rośnie wzdłuż całego wybrzeża.
Gatunek zawleczony został na pacyficzne i atlantyckie wybrzeże Ameryki Północnej oraz do Australii. Oddziaływanie rukwieli jako gatunku inwazyjnego określane jest jako niewielkie.

## Morfologia

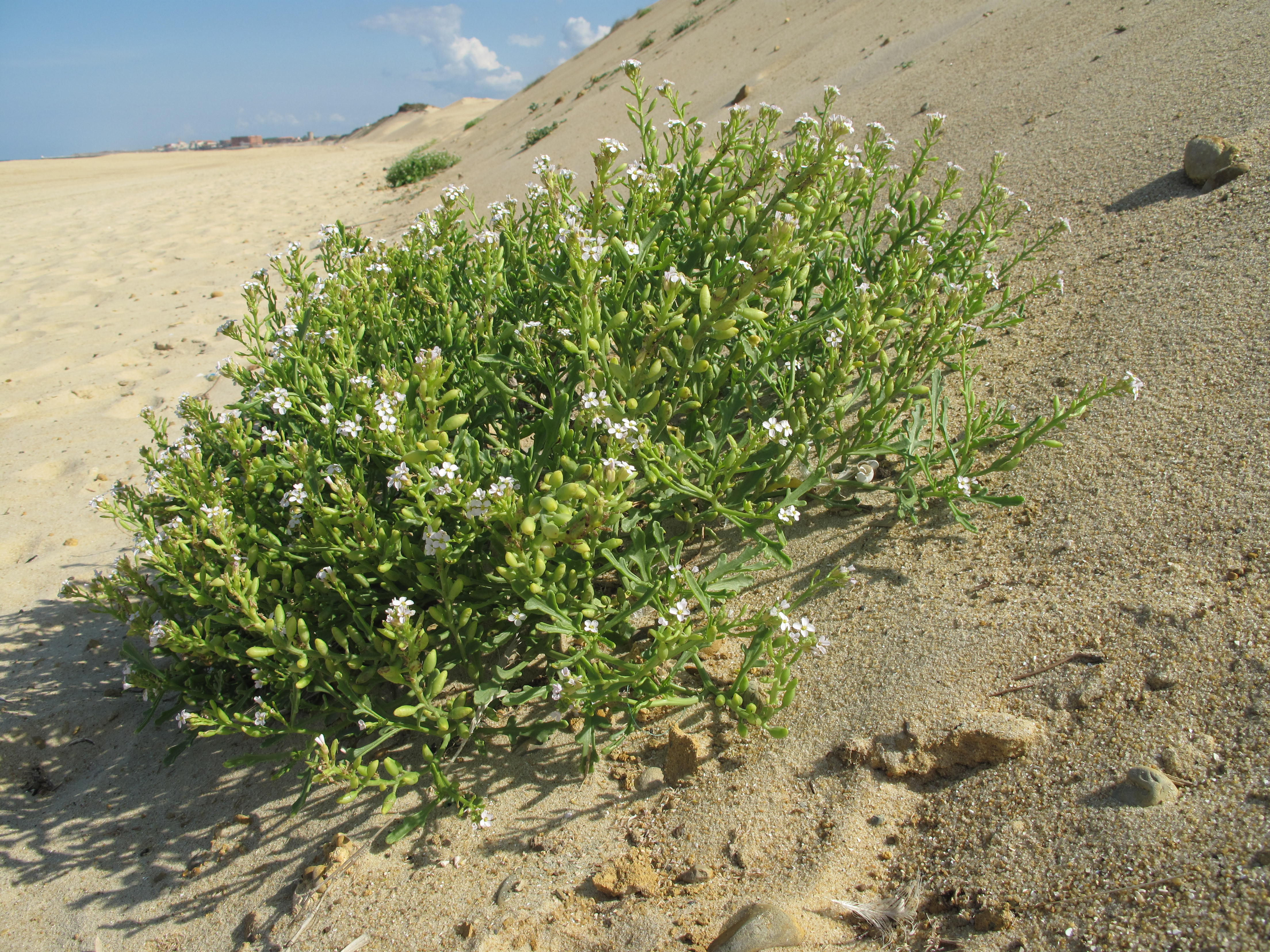
Pokrój rukwieli nadmorskiej

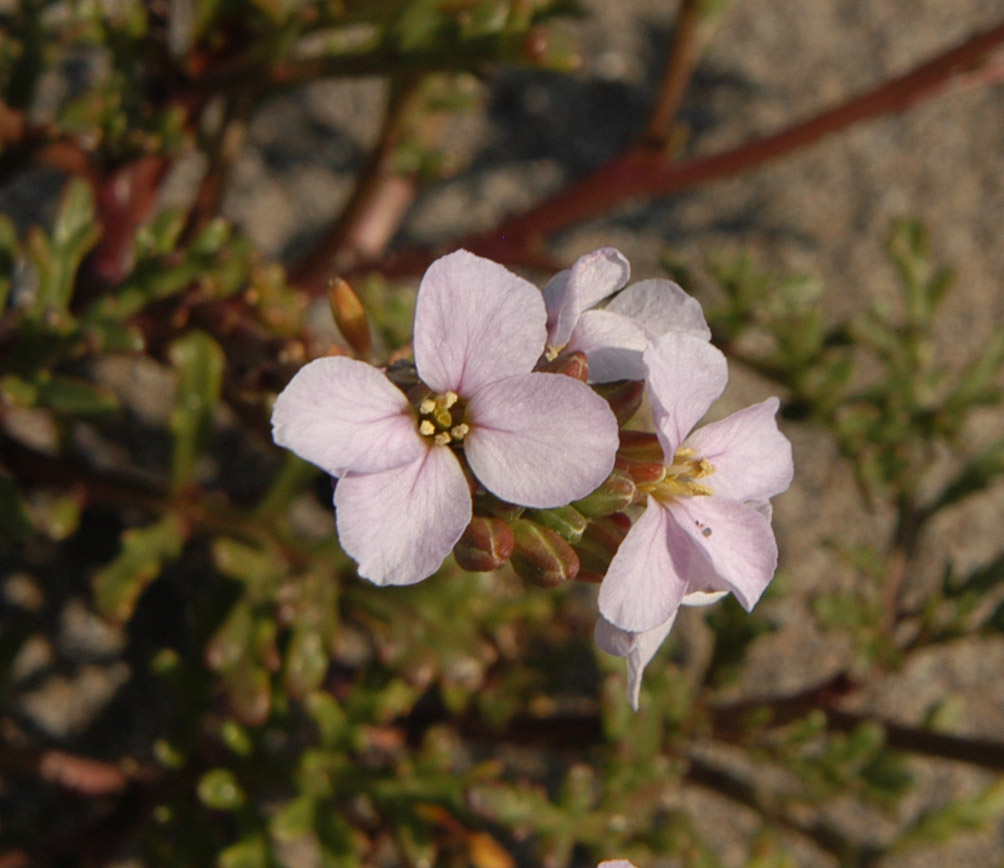
Kwiaty

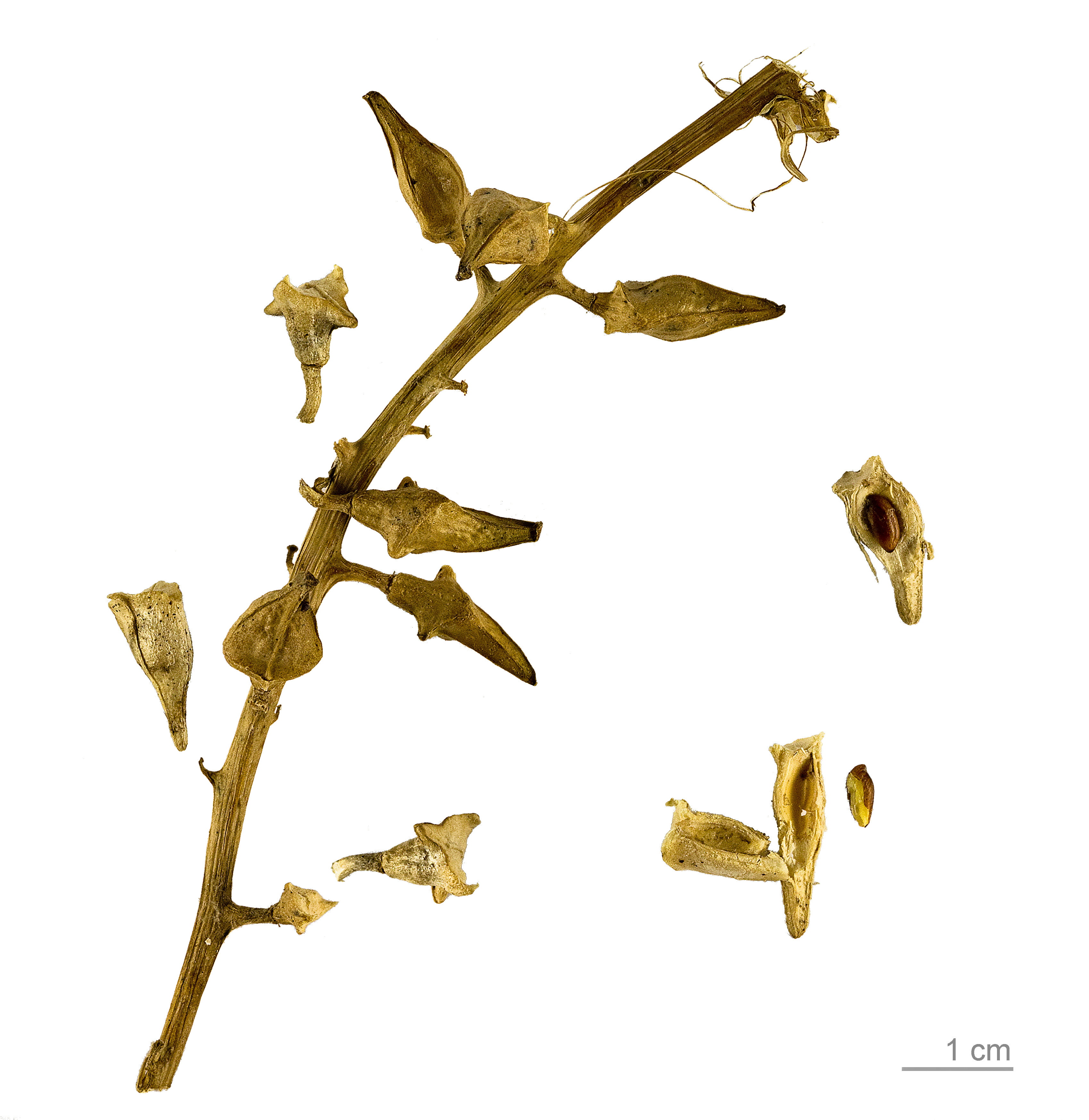
Owoce

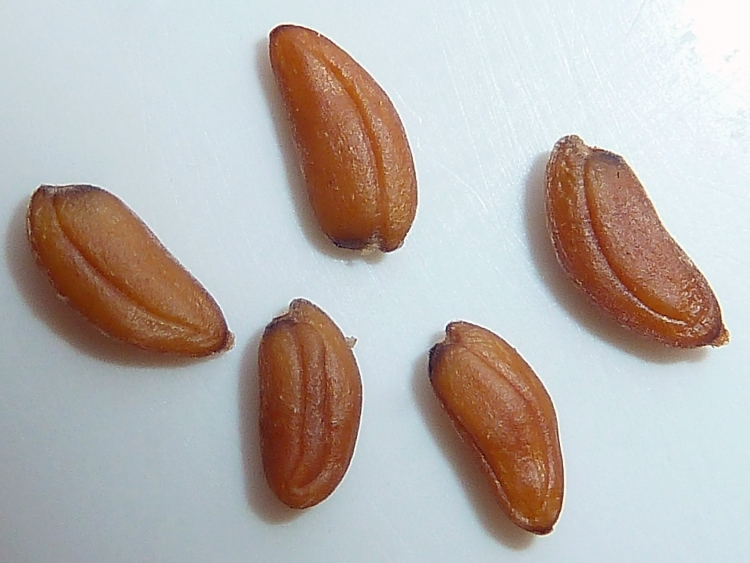
Nasiona

PokrójNaga, silnie rozgałęziona roślina o wyglądzie gruboszowatym osiągająca od 15 do 45 cm wysokości (rzadko nawet do 60 cm). Starsze rośliny mają krzaczasty wygląd i osiągają do 1 m średnicy.
ŁodygaWzniesiona lub pokładająca się, początkowo zielona, z czasem nieco korkowaciejąca u nasady.
KorzeńPalowy, wrzecionowaty, osiąga zwykle do 0,4 m długości, czasem do 1 m.
LiścieSkrętoległe i mięsiste, o długości od 3 do 6 cm. Blaszka liściowa jest podłużnie jajowata lub lancetowata, w zależności do podgatunku mniej lub bardziej pierzasto podzielona. Blaszka może być całobrzega lub odlegle ząbkowana. Górne liście są mniej podzielone i mają krótsze odcinki od dolnych. Wszystkie u nasady są zwężone i siedzą na łodydze. U podgatunków występujących w Europie wschodniej i południowej blaszka liściowa jest silnie podzielona.
KwiatyZebrane są w gęste grona na końcach rozgałęzień pędu. Kwiaty osiągają do 25 mm średnicy i wyrastają na grubych szypułkach o długości 1–4 mm. Cztery działki kielicha osiągają do 3–7 mm, płatki korony mają 6–10 mm długości. Płatki są białe, liliowe lub fioletowe. Są odwrotnie jajowato klinowate, u dołu wyciągnięte w długi paznokieć, u góry czasem płytko wycięte. Listki okwiatu odpadają po zapyleniu.
OwoceMięsista, groniasta i dwuczęściowa łuszczyna o długości od 10 do 20–25 mm i szerokości do 6 mm. Początkowo zielona, z czasem brązowa i skorkowaciała. Górna, dłuższa część owocu ma do 15 mm długości (dolna do 11 mm). Górna część jest jajowata z nasadą wygiętą i stępionym szczytem. Dolny człon jest stożkowaty, na styku z członem górnym z dwoma rożkami. W obu częściach znajduje się pojedyncze, rzadko 2 lub 3, nasiona o długości do 3–4 mm i szerokości do 2 mm. Nasiona są żółte lub brązowe, wąskojajowate i nieco spłaszczone, o gładkiej powierzchni i masie 9 mg.
Gatunki podobneRukwiel nadmorska jest rośliną charakterystyczną ze względu na wygląd i zajmowane siedlisko. Bardzo blisko spokrewniony i podobny gatunek z tego samego rodzaju to Cakile edentula (Bigelow) Hooker występujący na wschodnim wybrzeżu Ameryki Północnej oraz w Krainie Wielkich Jezior. Różni się gładkimi ścianami dolnej części owocu (bez bocznych rożków), czworoboczną górną częścią owocu, krótszymi szypułkami i mniejszymi płatkami.

## Anatomia
Roślina mimo nieco gruboszowatego pokroju ma cienką kutykulę. Komórki skórki mają nieregularne kształty i wielkość – niektóre z nich są wyraźnie powiększone osiągając rozmiary 4–5 razy większe. Zagęszczenie aparatów szparkowych największe jest na dolnej stronie liści i wynosi 96 mm-2, na górnej jest ich 64 mm-2, a na łodydze 36 mm-2. Aparaty mają budowę typową dla krzyżowych – mają 3 komórki pomocnicze, z których jedna jest wyraźnie mniejsza od pozostałych. Miękisz w liściu jest niezróżnicowany, jedynie bliżej obrzeży staje się bardziej gąbczasty. Komórki zawierają dużą wakuolę i peryferycznie ułożoną cytoplazmę z chloroplastami. Przez liść przechodzi wiązka przewodząca rozgałęziająca się przemiennie po obu stronach, tworząc w efekcie siateczkowaty układ wiązek. Każda z wiązek tworzących nerw główny zakończona jest hydatodą na końcu liścia (środkowa na jego wierzchołku, a boczne na najbliższych mu ząbkach). Wszystkie części rośliny zawierają komórki wydzielnicze z mirozynazą.
Liczba chromosomów 2n = 18.

## Biologia

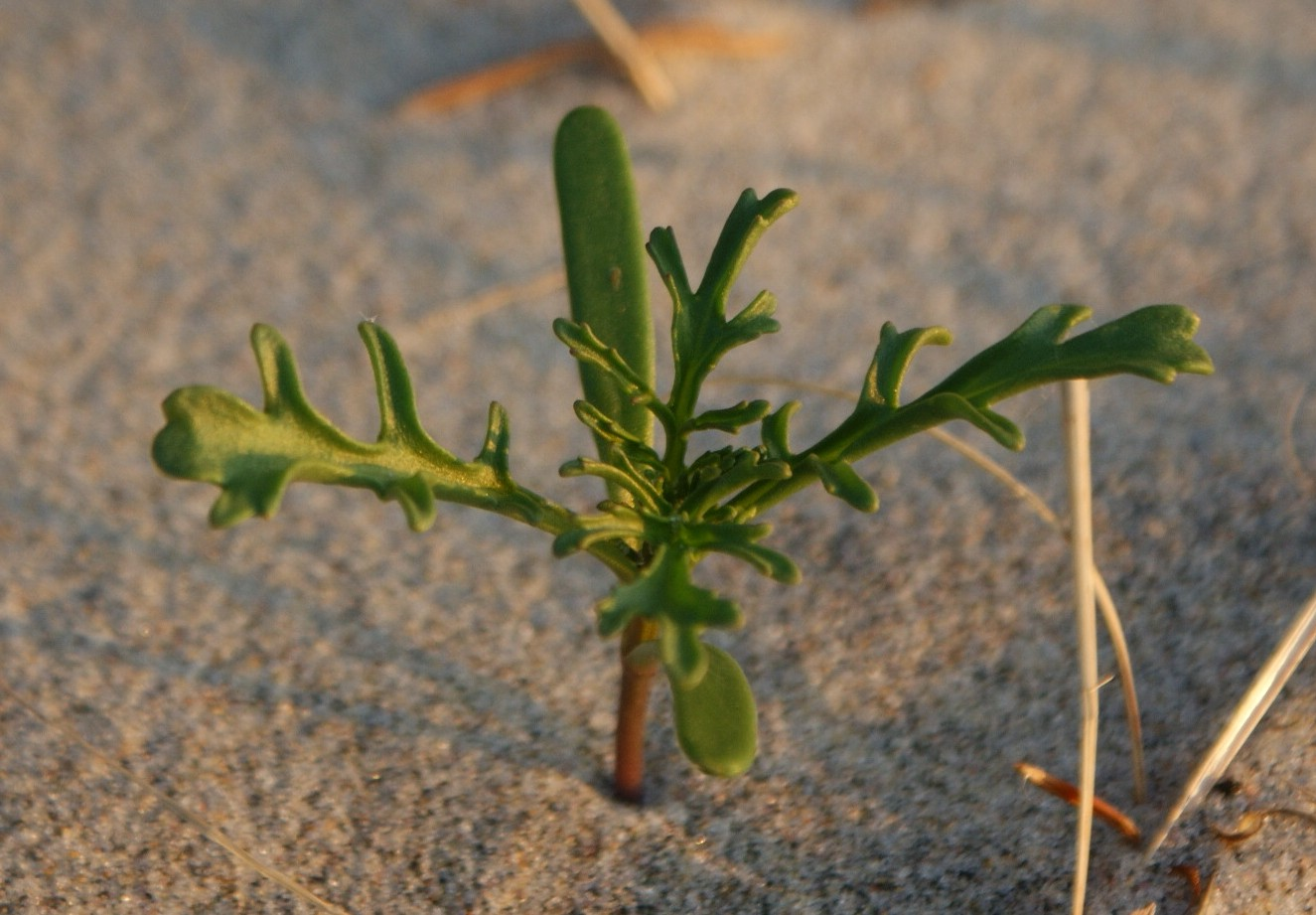
Siewka podgatunku baltica

RozmnażanieIntensywność kwitnienia i owocowania zależna jest od rozmiarów rośliny. Nawet niewielkie rośliny mogą kwitnąć, ale często nie zawiązują płodnych nasion lub mają ich bardzo mało. Dla odmiany roślina o średnicy 70 cm i wysokości 50 cm może mieć nawet 1800 nasion. Kwitnienie trwa od lipca do października (na północy zasięgu do sierpnia). Owady zapylające (różne gatunki muchówek, błonkoskrzydłych i inne) wabione są zapachem przyjemnym także dla człowieka oraz nektarem. Gdy roślina macierzysta jest po sezonie wegetacyjnym przysypywana piaskiem, jej potomstwo w 90% wyrasta w zasięgu do 1 m od rośliny macierzystej, co powodowane jest kiełkowaniem nasion z dolnych części owoców. Nasiona rozsiewane są przez wiatr i fale i zachowują zdolność do kiełkowania nawet po rocznym unoszeniu się na powierzchni morza. Moczenie nasion w słonej wodzie zwiększa w przypadku tego gatunku ich zdolność do kiełkowania z 57 do 100%.
RozwójRoślina jednoroczna, której rozwój od skiełkowania do obumarcia trwa 4–5 miesięcy.

## Ekologia
SiedliskoGatunek rośnie w wąskim pasie nadmorskim w zróżnicowanych strefach klimatycznych – od warunków arktycznych po obszar śródziemnomorski. Tak szerokie rozpowszechnienie tłumaczone jest łagodzącym oddziaływaniem morza tłumiącym ekstremalne temperatury. Rukwiel rośnie u podnóża wydm na morskim wybrzeżu, też w zagłębieniach plaż i na kidzinie. Odgrywa istotną rolę w formowaniu inicjalnych wydm, zatrzymując niesiony przez wiatr piasek.
Sukcesja roślinności wydmowej, erozja wietrzna wydm i plaży oraz oddziaływanie sztormów i roślinożerców w warunkach naturalnych powodują ogromną zmienność liczebności populacji.
FitosocjologiaRukwiel nadmorska występuje w pojedynkę lub w efemerycznych zbiorowiskach występujących na siedliskach wydm inicjalnych, niszczonych okresowo przez fale przypływów lub sztormy zimowe. Na przedpolach wydmowych rośnie często z solanką kolczystą (Salsola kali), na wydmach inicjalnych towarzyszy honkenii piaskowej (Honckenya peploides), perzowi sitowemu (Elymus farctus), wydmuchrzycy piaskowej (Leymus arenarius) i piaskownicy zwyczajnej (Ammophila arenaria). Zajmuje luki między bylinami, wobec których jest bardzo słabo konkurencyjna. Rośnie też na kidzinie razem z różnymi gatunkami łobód (Atriplex), z burakiem dzikim (Beta vulgaris subsp. maritima) i szczawiem kędzierzawym (Rumex crispus). Rukwiel nadmorska jest gatunkiem charakterystycznym dla klasy roślinności Cakiletea maritimae (klasa nazwana w 1950 przez Reinholda Tüxena od nazwy tego gatunku) obejmującej różnorodne zespoły roślin jednorocznych kształtujące się na brzegach mórz.
Oddziaływania międzygatunkoweW miejscach występowania myszaka leśnego, którego gniazda znajdują się w kępach piaskownicy zwyczajnej, liczebność rukwieli jest istotnie ograniczana. Gryzoń zjada do 95% owoców rukwieli w pobliżu swoich gniazd. Mechanizmem obronnym przed żerowaniem roślinożerców jest wytwarzanie glukozynolanów.
Roślina jest wykorzystywana jako pokarmowa przez larwy chrząszczy z rodziny stonkowatych – Psylliodes marcida – i ryjkowcowatych – Ceutorhynchus cakilis – oraz motyli – bielinka kapustnika (Pieris brassicae) i Agrotis ripae.
W badaniach laboratoryjnych stwierdzono, że rukwiel może oddziaływać allelopatyczne na inne rośliny, jednak nie obserwowano tego zjawiska w naturze.

## Systematyka
Rodzaj rukwiel najbliżej spokrewniony jest z rodzajem Erucaria. Zważywszy na rozmieszczenie gatunków rukwieli, rodzaj wyewoluował najprawdopodobniej już po zamknięciu Morza Tetydy w pliocenie. Rukwiel mogła należeć do jednych z pierwszych kolonizatorów brzegów morskich podczas ustępowania zlodowaceń. Analizy zmienności genetycznej świadczą o tym, że rekolonizacja brzegów europejskich po ostatnim zlodowaceniu nastąpiła z dwóch ośrodków, z których jeden dał początek współczesnym populacjom występującym w basenie Morza Śródziemnego, a drugi – tym z wybrzeży atlantyckich.
Gatunek został przez Karola Linneusza w 1753 zaliczony do rodzaju rukiewnik jako Bunias cakile L. Akceptowaną współcześnie diagnozę taksonomiczną gatunku ustalił Giovanni Antonio Scopoli w pracy Flora Carniolica (1772).

### Zmienność

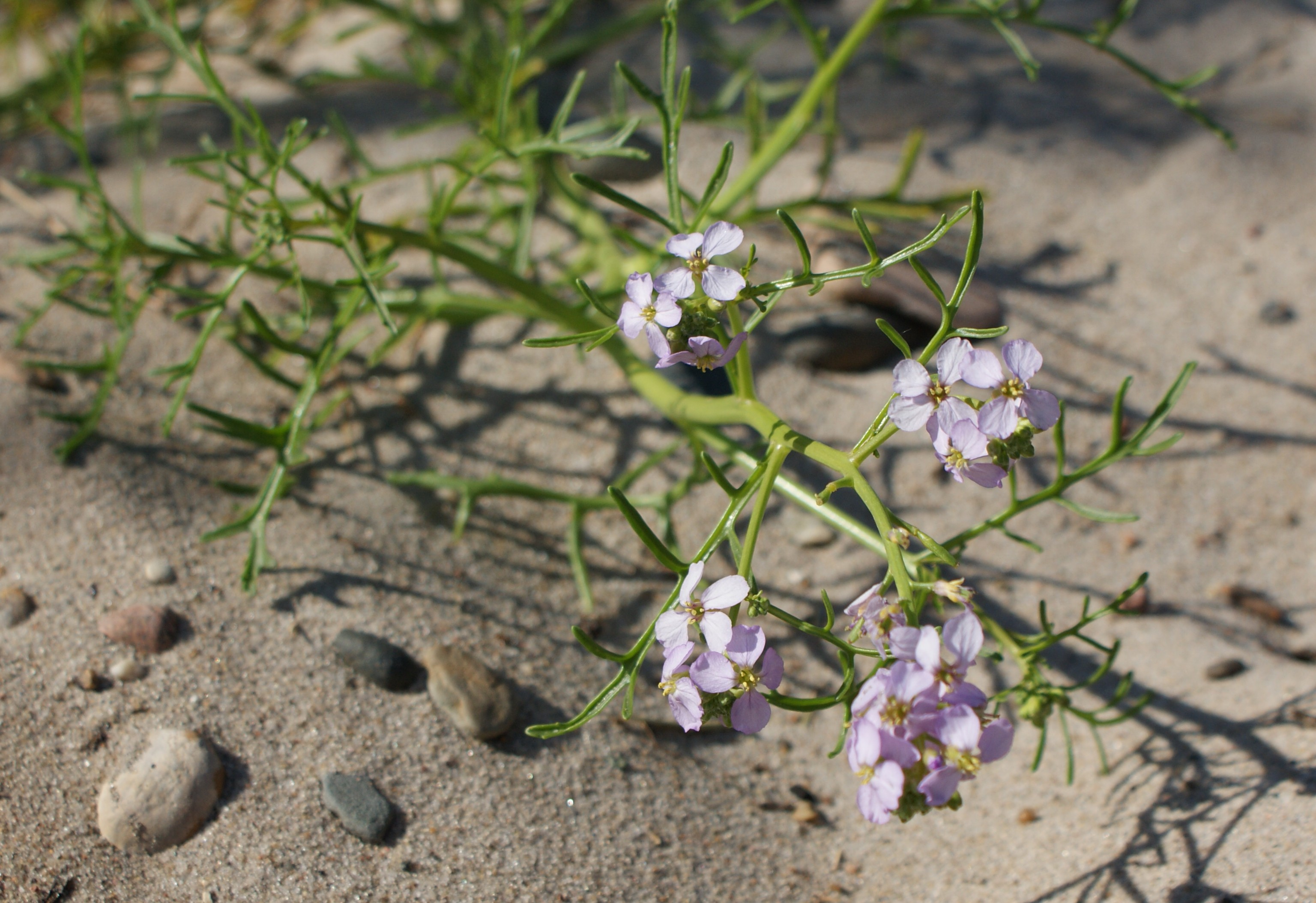
Podgatunek baltica z charakterystycznymi równowąskimi łatkami liści

W obrębie gatunku Cakile maritima wyodrębnia się 4–5 podgatunków różniących się budową owoców i liści:
- ssp. integrifolia (Hornem.) Hyl. ex Greuter & Burdet (= ssp. maritima) – podgatunek nominatywny, występuje na wybrzeżu atlantyckim od północnej Norwegii po Portugalię, w tym także wzdłuż wybrzeży Morza Północnego, oraz na Wyspach Kanaryjskich. Nad Morzem Bałtyckim podgatunek notowany był na wybrzeżu południowo-zachodniej Szwecji; w Skanii oraz na pojedynczych stanowiskach na Olandii i Gotlandii[5]. Blaszka liściowa jest podłużnie jajowata lub lancetowata, może być całobrzega lub odlegle ząbkowana. Górne liście są mniej podzielone, dolne bywają podzielone głębiej, ale łatki liścia nie są równowąskie[11].
- ssp. baltica (Jordan ex Rouy & Fouc.) Hylander ex P.W Ball – występuje wyłącznie na wybrzeżach Morza Bałtyckiego sięgając do Cieśnin Duńskich na zachodzie[19]. Jest to jedyny podgatunek stwierdzony dotychczas w Polsce. Wyróżnia się krótkimi (osiągającymi do 1 mm długości), tępymi i odstającymi rożkami owocu[10]. Liście podzielone są do żyłki głównej na równowąskie łatki[5].
- ssp. aegyptiaca (Willd.) Nyman – takson o bardzo dużej zmienności i wątpliwej odrębności od ssp. integrifolia[5]. Występuje na wybrzeżach Morza Śródziemnego (bez Morza Czarnego), poza cieśniną Gibraltarską podawany był z pojedynczych stanowisk na wybrzeżu marokańskim oraz w południowo-zachodniej części Półwyspu Iberyjskiego[19]. Liście podzielone są równowąskie łatki, jest ich zwykle więcej niż u podgatunku bałtyckiego (4–5 z każdej strony liścia)[5].
- ssp. euxina (Pobed.) E.I. Nyárády – zasięg obejmuje wybrzeża Morza Czarnego[19]. Liście podzielone są na równowąskie, lancetowate lub jajowate łatki, w odróżnieniu od innych podgatunków często podwójnie pierzaste[5].

Takson o cechach pośrednich między Cakile maritima i północnoamerykańskim C. edentula występujący na Islandii oraz w arktycznej części Europy opisany został zarówno jako C. edentula ssp. islandica (Gand.) A. & D. Löve, jak i C. maritima ssp. islandica (Gand.) Hyl. ex Elven. Występuje na wybrzeżach Islandii, Wysp Owczych, północnej Norwegii i północno-zachodniej Rosji, po brzegi Morza Białego. Rośliny o cechach nawiązujących do tego taksonu (niemal całobrzegie liście, brak bocznych rożków na owocu) znajdowano także w północnej części Wysp Brytyjskich.

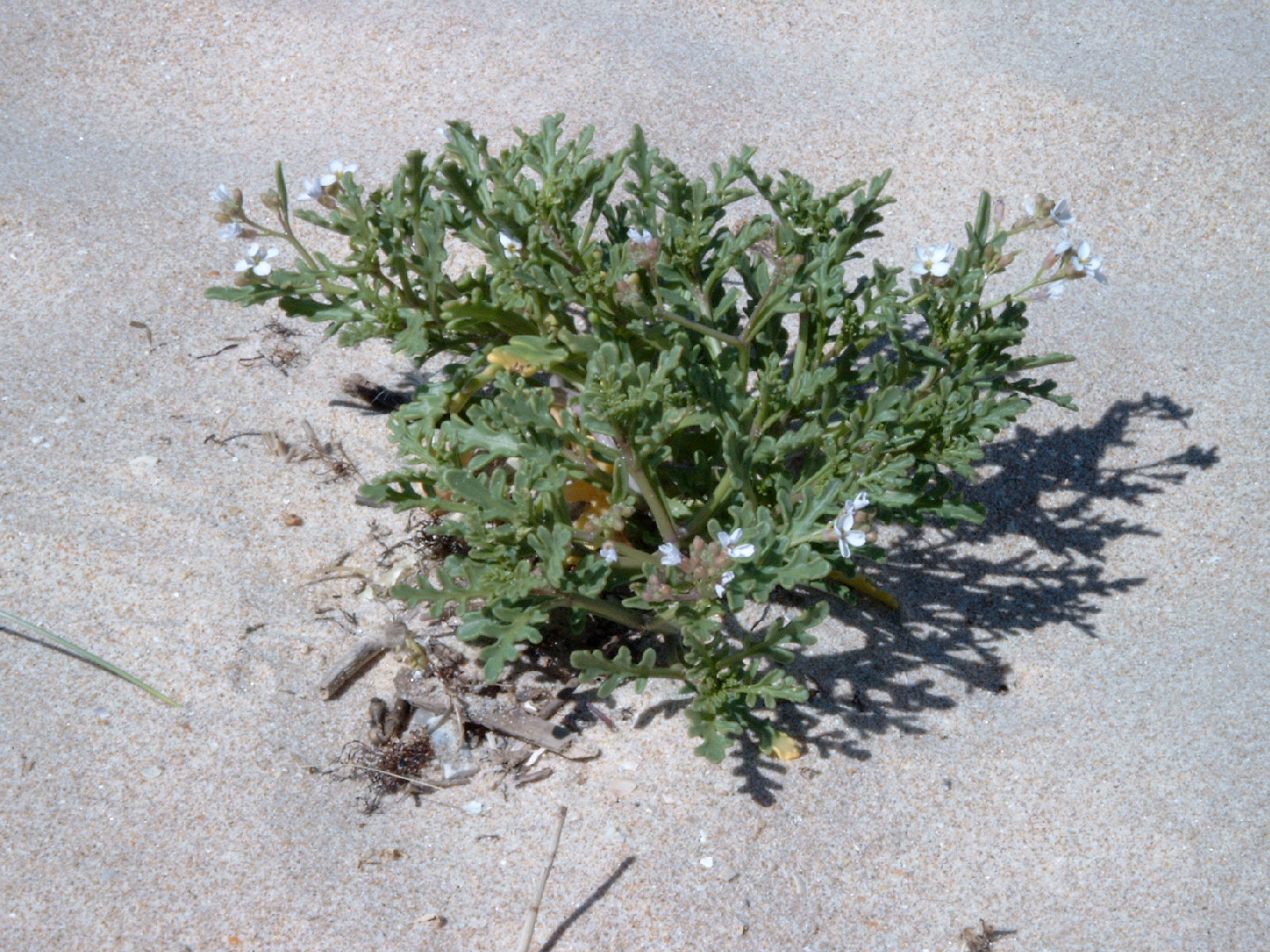
C. maritima ssp. integrifolia
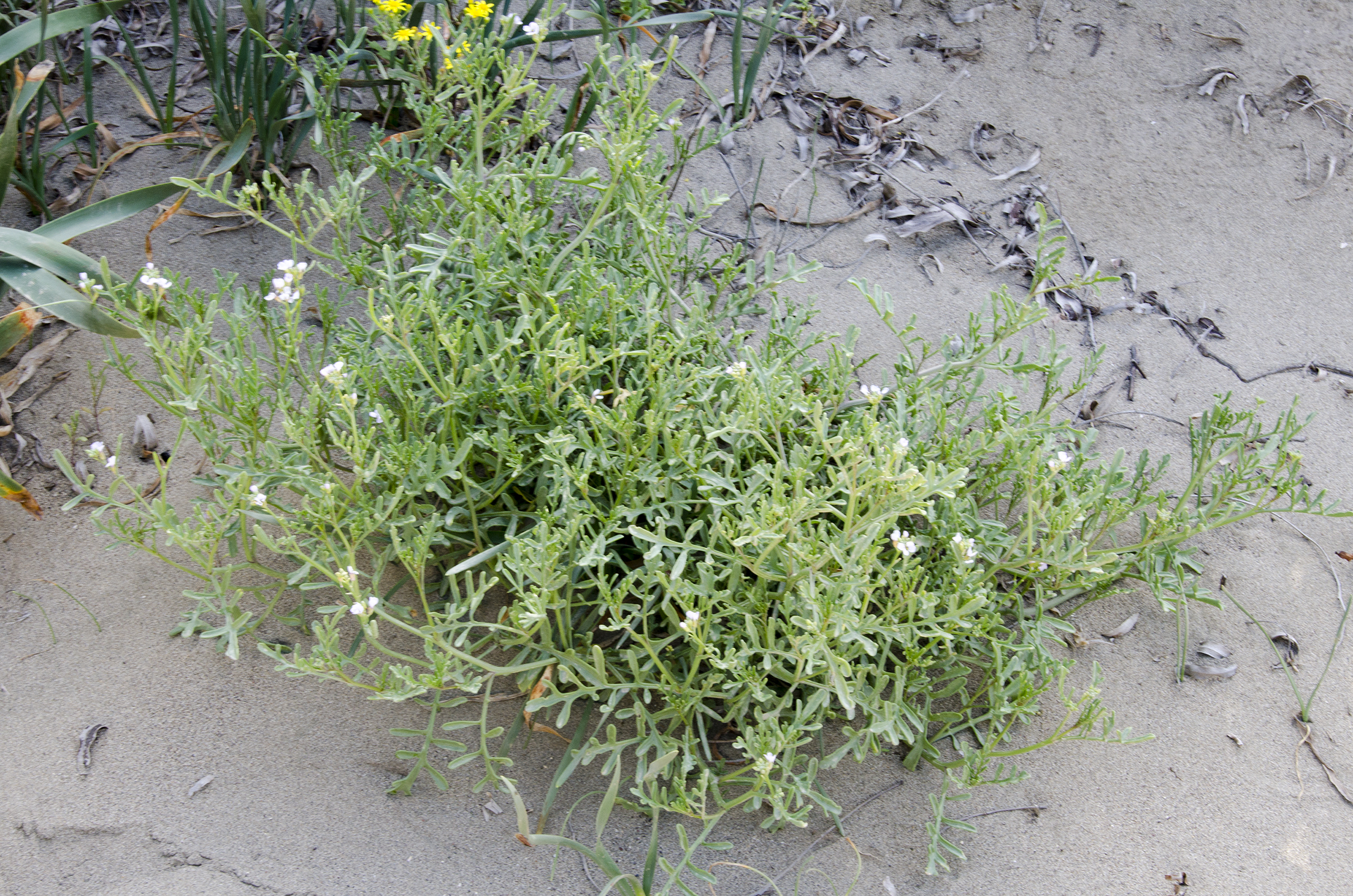
C. maritima ssp. aegyptiaca
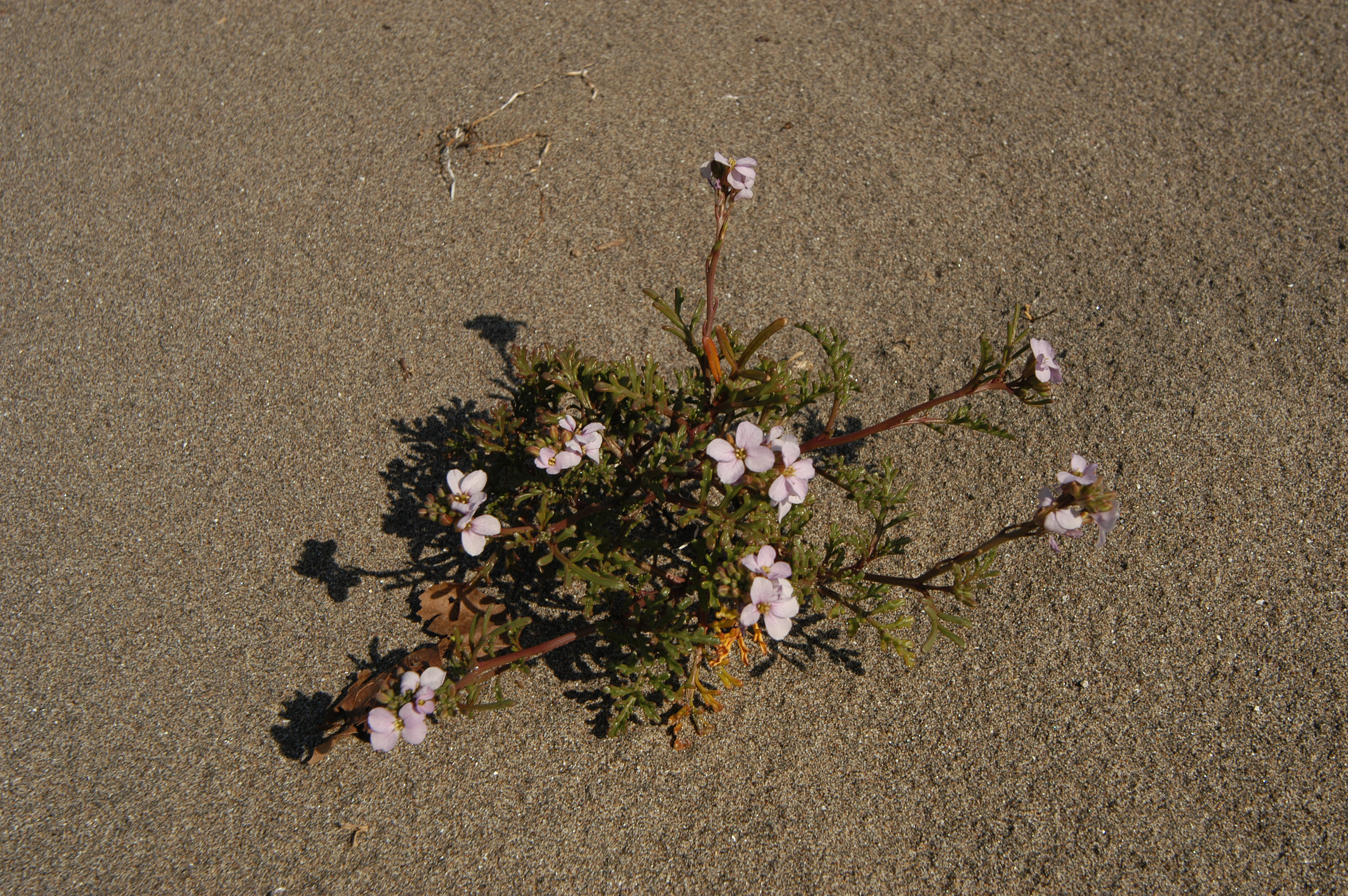
C. maritima ssp. euxina
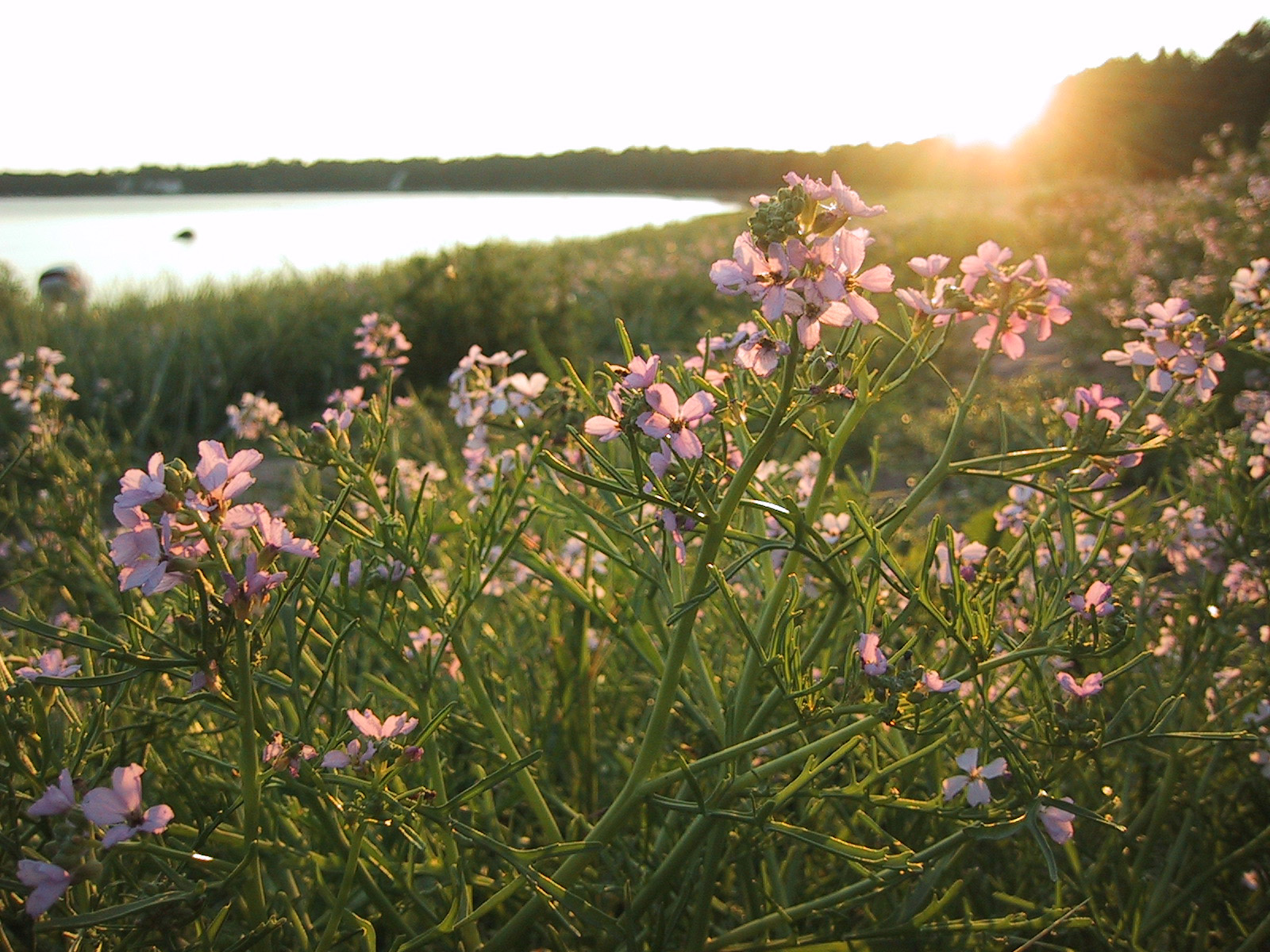
C. maritima ssp. baltica

## Zagrożenia i ochrona
Gatunek źle znosi wydeptywanie i nie utrzymuje się na plażach intensywnie użytkowanych rekreacyjnie. Jego siedliska niszczone są także przez zabudowę, w tym opaski brzegowe. Zaszkodzić mu może ocieplenie klimatu wiążące się z podniesieniem poziomu mórz i większą siłą sztormów.
Rukwiel nie jest w Polsce objęta prawną ochroną gatunkową, jednak w całej Unii Europejskiej jej siedliska stanowią przedmiot ochrony w sieci Natura 2000 jako siedliska przyrodnicze (inicjalne stadia nadmorskich wydm białych 2110 i wydmy białe 2120, kidzina na brzegu morskim 1210, bałtyckie szkiery 1610, borealne plaże bałtyckie 1640). Gatunek umieszczony na polskiej czerwonej liście (2016) w kategorii NT (bliski zagrożenia).

## Zastosowanie
Młode, delikatne, kruche i nieco mięsiste pędy bywają spożywane w basenie Morza Śródziemnego jako warzywo oraz częściej, z powodu ostrego smaku, jako dodatek smakowy do potraw. Spożywane mogą być w stanie surowym lub po przegotowaniu. W czasach głodu suszony korzeń mielono i dodawano do mąki używanej do wyrobu chleba. 
Jako roślina halofilna rukwiel jest przedmiotem badań nad walorami użytkowymi, kwalifikującymi do upraw na terenach z glebami słonymi. Wskazuje się na wysoką zawartość olejów w nasionach, sięgającą 40%. Olej ten jednak zawiera dużo kwasu erukowego i może służyć jedynie do celów technicznych, ewentualnie może być powodem do wyselekcjonowania odmian niskoerukowych, analogicznie jak było to w przypadku rzepaku.